# Meteorito de Bacubirito
El meteorito de Bacubirito es un meteorito compuesto mayoritariamente de hierro que fue encontrado en Bacubirito, México en 1863. Es el sexto más grande encontrado en el mundo, y el tercero en América, solo por detrás del Meteorito El Chaco. y el meteorito Gancedo, Está expuesto en el Centro de Ciencias de Sinaloa, México.

## Historia
Se ignora la época en la que cayó a tierra, pero fue encontrado en 1863 por campesinos en el Camichín, una localidad del poblado El Ranchito, sindicatura de El Palmar de los Sepúlveda, en el municipio de Sinaloa, motivo por el cual fue bautizado como el Meteorito de Bacubirito. En 1959 fue trasladado desde su cráter al Centro Cívico Constitución, ubicado en la capital del estado, donde permaneció hasta 1992. Posteriormente se trasladó a la explanada del Centro de Ciencias de Sinaloa por órdenes del primer director del mismo, Antonio Mora Stephenson, donde se encuentra en el actual año 2020.
En 2013, con motivo de la celebración de los 150 años del hallazgo, se presentó ante la UNESCO una propuesta para que sea declarado Patrimonio Cultural de la Humanidad.
Actualmente se encuentra en el nuevo Centro de Ciencias de Sinaloa, aunque dentro de este y no en su explanada como antes.

## Análisis
Su forma de oreja y gran tamaño (que alcanza alrededor de 4.20 metros de longitud, 2 metros de ancho y 1.75 metros de alto) complica la estimación de la masa. Por este motivo, desde su descubrimiento se le han hecho diferentes mediciones; inicialmente se estimó que pesaba 50 toneladas, en 2012, arrojó un peso estimado de 21 toneladas, sin embargo la medida definitiva la han dado investigadores de la Universidad Autónoma de Sinaloa (UAS) y de la Universidad Nacional Autónoma de México (UNAM) quienes determinaron, mediante el uso de un sofisticado escáner, que el meteorito de Bacubirito tiene una masa de 20 toneladas que lo confirman como el sexto más grande y más largo hasta hoy descubierto en el planeta.  Está compuesto de materiales densos: 88.94% de hierro, 6.98% de Níquel; 0.21% de Cobalto; 0.005% de Azufre; 0.154% de Fósforo; y trazas de Galio, Iridio y Germanio. Los fragmentos tienen un color plateado y plomizo.
Otro problema es que ha estado expuesto a la intemperie por muchos años. Si bien esto beneficia al público que puede tener contacto directo con él, al estar compuesto mayoritariamente por hierro sufre un proceso de oxidación que lo ha llevado a perder masa y peso en forma gradual y permanente. Por este motivo se han realizado propuestas de rescate y preservación.
Es el más grande de México, seguido por el de Toluca y el cráter de Chicxulub. Es el tercero más grande de Latinoamérica luego del Meteorito El Chaco. y el meteorito Gancedo -descubierto recién en 2016- En el mundo ocupa el sexto lugar, siguiendo en orden inverso a los meteoritos Ahnighito, Willamette, El Chaco, Gancedo y Hoba.